# Milan-San Remo 1919
La 12e édition de la course cycliste, Milan-San Remo a eu lieu le 6 avril 1919 et a été remportée par l'Italien Angelo Gremo. 

## Classement final
|    | Cycliste            | Pays     | Équipe          | Temps            |
| -- | ------------------- | -------- | --------------- | ---------------- |
| 1  | Angelo Gremo        | Italie   | Stucchi-Dunlop  | 11 h 26 min 00 s |
| 2  | Costante Girardengo | Italie   | Stucchi-Dunlop  | + 2 min 15 s     |
| 3  | Giuseppe Olivieri   | Italie   | Stucchi-Dunlop  | + 8 min 00 s     |
| 4  | Giuseppe Azzini     | Italie   | Legnano-Pirelli | + 8 min 00 s     |
| 5  | Carlo Galetti       | Italie   | Legnano-Pirelli | + 25 min 00 s    |
| 6  | Mario Santagostino  | Italie   | -               | + 25 min 30 s    |
| 7  | Luigi Lucotti       | Italie   | Bianchi-Pirelli | + 30 min 00 s    |
| 8  | Clemente Canepari   | Italie   | Stucchi-Dunlop  | + 30 min 50 s    |
| 9  | Giovanni Rossignoli | Italie   | Bianchi-Pirelli | + 38 min 30 s    |
| 10 | Lucien Buysse       | Belgique | Legnano-Pirelli | + 41 min 30 s    |